# Transkeo
 (décembre 2023).
Transkeo est le nom de deux entreprises de droit privé, Transkeo T11 et Transkeo T12-T13, détenues par Keolis et par SNCF Voyageurs,, toutes les deux spécialisées dans les transports.
La première exploite de 2017 à 2025 la ligne 11 du tramway d'Île-de-France dont l'exploitation est transférée en 2025 par l'autorité organisatrice de la mobilité à Stretto, un groupement formé par Keolis et SNCF Voyageurs.
Quant à la seconde, Transkeo T12-T13, elle exploite, depuis l'été 2022, la ligne 13 du tramway d'Île-de-France et à partir de décembre 2023 la ligne 12 du tramway d'Île-de-France.

## Historique
Initialement détenu en totalité par Keolis, 49% du capital de Transkeo T12-T13 est cédé à SNCF Voyageurs fin juin 2023.
En octobre 2023, Île-de-France Mobilités attribue l'exploitation à partir de mars 2025 des lignes T4, T11 et Esbly-Crécy au groupement Stretto, composé de SNCF Voyageurs et Keolis, une autre filiale du Groupe SNCF.
En juin 2024, Île-de-France Mobilités attribue l'exploitation des lignes T12 et T13 à l'entreprise RATP Cap Île-de-France via sa filiale RATP CAP Arc Sud et Ouest (ASO) ce qui entrainera la fermeture de l'entreprise Transkeo T12-T13 en décembre 2025.
Le 22 mars 2025, l'exploitation de la ligne T11 est reprise par Stretto (groupement Keolis - SNCF Voyageurs), au même titre que les lignes T4 et T14 (ex-branche Esbly - Crécy-la-Chapelle du Transilien P), dans le cadre de l'ouverture à la concurrence des transports en communs d'Île-de-France,.

## Exploitants
La SNCF, via ses filiales de droit privé (elle détient 70 % de Keolis), souhaite répondre aux futurs appels d'offres d'Île-de-France Mobilités pour les lignes de métro du Grand Paris Express ou des trams-trains en faisant appel aux filiales Transkeo ou Keolis,.